# 나카쓰카 마사유키

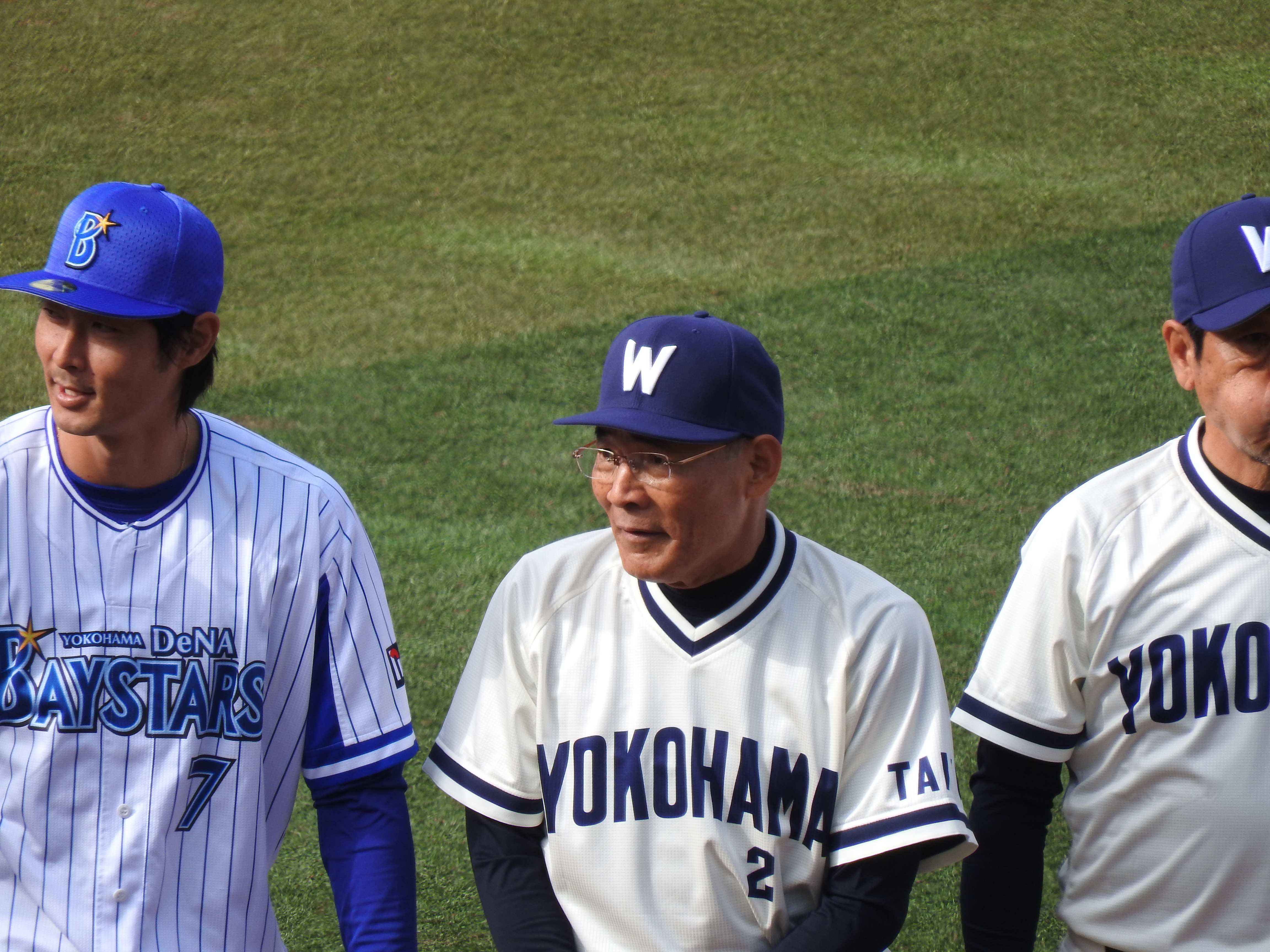

나카쓰카 마사유키(일본어: 中塚 政幸, 1945년 6월 29일 ~ )는 일본의 전 프로 야구 선수이자 야구 지도자, 야구 해설가·평론가이다. 가가와현 다카마쓰시 출신이며 현역 시절 포지션은 1루수, 외야수였다.

## 인물
중학교 시절에는 투수였지만 PL가쿠엔 고등학교에서는 1루수로 전향했고 고시엔 대회에 세 차례나 출전했다. 2학년 때인 1962년 춘계 선발 대회(제34회 선발 고등학교 야구 대회)에 팀이 첫 출전하여 준준결승전에 진출했다. 그해 하계 고시엔 대회(제44회 전국 고등학교 야구 선수권 대회)에서는 2차전에 진출했고 같은 해 여름에 열린 오사카 대회 결승전에서는 포수였던 와다 도루가 소속된 메이세이 고등학교에게 패했다. 메이세이 고등학교는 그해 고시엔 대회에서 우승했다.
졸업 후 주오 대학에 진학하여 4학년 때는 주장을 맡았다. 도토 대학 리그에서는 2학년 추계 리그전에 9타석 연속 안타라는 리그 신기록을 세웠고 1967년 춘계 리그에서 동료이자 투수였던 미야모토 유키노부의 호투에 힘입어 우승을 이끄는 등 나카쓰카 자신도 최고 수훈 선수로 선정되는 영예를 안았다. 그해 전일본 대학 야구 선수권 대회에서는 결승전에서 후지와라 마코토 투수를 거느린 게이오기주쿠 대학을 3대 1로 누르고 주오 대학의 첫 우승으로 이끌었다. 같은 해에 개최된 제7회 아시아 야구 선수권 대회에도 출전하여 일본 대표팀의 우승에 기여했다. 도토 대학 리그 통산 104경기에 출전하여 타율 0.286(336타수 96안타), 4홈런, 36타점 등을 남겼고 베스트 나인에도 3차례나 선정됐다.
1968년 드래프트 2순위로 다이요 웨일스에 입단하여 프로 2년째인 1969년에는 주전 1루수를 차지했고 규정 타석(12위, 타율 0.275)도 채웠다. 이듬해 1970년 이후로는 강한 어깨와 빠른 발을 살리는 중견수로 전향했고 이후 콤팩트할 정도의 날카로운 스윙으로 안타를 때려내는 1번 타자로서 활약했다. 1974년에는 시즌 최다인 28개의 도루를 기록하여 도루왕을 차지했고 1978년에는 타율 0.317(9위), 1979년에도 타율 0.306(7위)을 기록했다. 하지만 1981년부터는 야시키 가나메가 두각을 드러낸 일도 있어서 출전 기회가 줄어들었고 1982년을 끝으로 현역에서 은퇴했다.
은퇴 후에는 다이요·요코하마에서 1군 수비 주루 코치(1985년 ~ 1986년), 1군 타격 코치(1987년 ~ 1988년), 2군 감독(1989년 ~ 1992년), 스카우트(1983년 ~ 1984년, 1993년 ~ 2007년) 등을 역임했다. 스카우트로 활동하던 시절에는 신인 발굴에 주력했지만 2007년에 스카우트진의 세대 교체로 인해 기무라 유타 투수(입단 거부)의 지명 책임이라는 구단 방침에 의해서 퇴단했다.
2008년부터 TBS에서의 요코하마 베이스타스 홈 경기 중계 해설자를 맡고 있었다. 2012년에는 베이스볼 챌린지 리그 팀인 군마 다이아몬드 페가수스에서 육성 종합 코치를 지냈다.

## 에피소드
- 별명은 고리 상(ゴリさん)이다.
- 화술이 뛰어나다는 평가를 받아 1980년 시즌 종료 후 TBS 라디오에서 자신의 이름을 내건 프로그램의 라디오 DJ를 맡은 적이 있다.

## 상세 정보

### 출신 학교
- PL가쿠엔 고등학교
- 주오 대학

### 선수 경력
- 다이요 웨일스·요코하마 다이요 웨일스(1968년 ~ 1982년)

### 지도자 경력
- 요코하마 다이요 웨일스 1군 수비 주루 코치(1985년 ~ 1986년)
- 요코하마 다이요 웨일스 1군 타격 코치(1987년 ~ 1988년)
- 요코하마 다이요 웨일스 2군 감독(1989년 ~ 1992년)
- 군마 다이아몬드 페가수스 육성 종합 코치(2012년)

### 수상·타이틀 경력
- 도루왕 : 1회(1974년)

### 개인 기록

#### 첫 기록
- 첫 출장 : 1968년 4월 14일, 대 히로시마 도요 카프 2차전(가와사키 구장), 8회말에 마쓰오카 고스케의 대타로 출장
- 첫 안타 : 1968년 8월 25일, 대 한신 타이거스 21차전(가와사키 구장), 9회말에 후루타 다다시의 대타로 출장, 가키모토 미노루로부터 단타
- 첫 홈런·첫 타점 : 1968년 9월 28일, 대 히로시마 도요 카프 21차전(시모노세키 구장), 9회말에 이케다 시게키의 대타로 출장, 미요시 유키오로부터 솔로 홈런
- 첫 선발 출장 : 1968년 9월 29일, 대 히로시마 도요 카프 23차전(시모노세키 구장) 1번·1루수로 선발 출장

#### 기록 달성 경력
- 통산 1000경기 출장 : 1977년 4월 30일, 대 한신 타이거스 4차전(가와사키 구장), 6회말에 스기야마 도모타카의 대타로 출장 ※역대 190번째
- 통산 1000안타 : 1977년 9월 17일, 대 주니치 드래곤스 22차전(나고야 구장), 8회초에 아오야마 히사토로부터 ※역대 105번째
- 통산 1500경기 출장 : 1981년 7월 8일, 대 한신 타이거스 14차전(요코하마 스타디움), 4회말에 다나카 요시오의 대타로 출장 ※역대 68번째

#### 기타
- 올스타전 출장 : 4회(1970년, 1974년, 1975년, 1979년)

### 등번호
- 2(1968년 ~ 1982년)
- 80(1985년 ~ 1992년)
- 77(2012년)

### 연도별 타격 성적
| 연 도       | 소 속       | 경 기 | 타 석 | 타 수 | 득 점 | 안 타 | 2 루 타 | 3 루 타 | 홈 런 | 루 타 | 타 점 | 도 루 | 도 루 자 | 희 생 번 | 희 생 플 | 볼 넷 | 고 4 | 사 구 | 삼 진 | 병 살 타 | 타 율 | 출 루 율 | 장 타 율 | O P S |
| ----------- | ----------- | ----- | ----- | ----- | ----- | ----- | ------- | ------- | ----- | ----- | ----- | ----- | -------- | -------- | -------- | ----- | ---- | ----- | ----- | -------- | ----- | -------- | -------- | ----- |
| 1968년      | 다이요      | 25    | 55    | 50    | 8     | 13    | 1       | 0       | 2     | 20    | 6     | 5     | 0        | 0        | 0        | 4     | 0    | 1     | 7     | 0        | .260  | .327     | .400     | .727  |
| 1969년      | 다이요      | 123   | 471   | 433   | 55    | 119   | 20      | 1       | 11    | 174   | 43    | 7     | 9        | 6        | 3        | 26    | 0    | 3     | 70    | 8        | .275  | .320     | .402     | .722  |
| 1970년      | 다이요      | 128   | 530   | 484   | 60    | 126   | 28      | 3       | 8     | 184   | 42    | 13    | 11       | 10       | 1        | 30    | 0    | 5     | 43    | 8        | .260  | .310     | .380     | .690  |
| 1971년      | 다이요      | 128   | 515   | 474   | 45    | 116   | 18      | 4       | 7     | 163   | 37    | 14    | 12       | 17       | 2        | 21    | 1    | 1     | 43    | 8        | .245  | .278     | .344     | .622  |
| 1972년      | 다이요      | 123   | 426   | 381   | 58    | 99    | 17      | 3       | 8     | 146   | 28    | 9     | 5        | 5        | 1        | 36    | 2    | 3     | 39    | 11       | .260  | .329     | .383     | .712  |
| 1973년      | 다이요      | 95    | 325   | 284   | 38    | 83    | 11      | 2       | 1     | 101   | 9     | 2     | 4        | 2        | 1        | 36    | 0    | 2     | 33    | 3        | .292  | .376     | .356     | .731  |
| 1974년      | 다이요      | 129   | 542   | 481   | 76    | 140   | 24      | 3       | 5     | 185   | 37    | 28    | 14       | 6        | 2        | 53    | 2    | 0     | 38    | 10       | .291  | .361     | .385     | .746  |
| 1975년      | 다이요      | 128   | 568   | 507   | 60    | 131   | 13      | 4       | 6     | 170   | 29    | 33    | 12       | 5        | 0        | 55    | 2    | 1     | 42    | 3        | .258  | .332     | .335     | .667  |
| 1976년      | 다이요      | 101   | 386   | 341   | 46    | 101   | 21      | 2       | 5     | 141   | 30    | 11    | 8        | 3        | 4        | 36    | 0    | 2     | 37    | 8        | .296  | .367     | .413     | .780  |
| 1977년      | 다이요      | 121   | 414   | 356   | 44    | 95    | 12      | 0       | 3     | 116   | 29    | 14    | 6        | 8        | 2        | 48    | 1    | 0     | 52    | 9        | .267  | .354     | .326     | .680  |
| 1978년      | 다이요      | 124   | 439   | 398   | 44    | 126   | 18      | 3       | 1     | 153   | 30    | 8     | 4        | 4        | 1        | 35    | 4    | 1     | 35    | 7        | .317  | .373     | .384     | .758  |
| 1979년      | 다이요      | 122   | 409   | 369   | 49    | 113   | 18      | 1       | 2     | 139   | 27    | 10    | 8        | 6        | 2        | 32    | 1    | 0     | 37    | 6        | .306  | .362     | .377     | .738  |
| 1980년      | 다이요      | 110   | 299   | 269   | 23    | 84    | 7       | 4       | 1     | 102   | 14    | 7     | 5        | 5        | 2        | 22    | 0    | 1     | 22    | 6        | .312  | .366     | .379     | .746  |
| 1981년      | 다이요      | 100   | 235   | 221   | 17    | 61    | 12      | 2       | 1     | 80    | 12    | 3     | 1        | 3        | 1        | 10    | 0    | 0     | 21    | 5        | .276  | .307     | .362     | .669  |
| 1982년      | 다이요      | 86    | 150   | 141   | 9     | 33    | 4       | 2       | 0     | 41    | 14    | 0     | 0        | 2        | 2        | 5     | 1    | 0     | 15    | 3        | .234  | .260     | .291     | .551  |
| 통산 : 15년 | 통산 : 15년 | 1643  | 5764  | 5189  | 632   | 1440  | 224     | 34      | 61    | 1915  | 387   | 164   | 99       | 82       | 24       | 449   | 14   | 20    | 534   | 95       | .278  | .337     | .369     | .706  |

- 굵은 글씨는 시즌 최고 성적.